# Харуна (линеен крайцер, 1913)
Харуна (на японски: 榛名) е линеен крайцер на Императорските ВМС на Япония от типа „Конго“.

## История на създаването
„Харуна“ – заложен на 16 март 1912 г., спуснат на 14 декември 1913 г., влиза в строй през април 1915 г.
В периода 1927 – 28 г. линейният крайцер „Харуна“ преминава пълна модернизация и е прекласифициран в линкор. Неговия преден комин е свален, а втория е увеличен и надстроен. Поставени са шестнадесет нови котела, були и допълнително брониране. Пълната водоизместимост на кораба нараства от 27 800 тона до 36 600 тона.

## История на службата
През декември 1941 г. „Харуна“ влиза в състава на силите на далечното прикритие на десантите на японските войски в Малая и на Филипините, а след това участва в почти всички главни битки на Тихоокеанската кампания. През юли 1945 г. линкорът е потопен от американската авиация. През 1946 г. „Харуна“ е изваден и разрязан за метал.

## Коментари
1. ↑  Всички данни се привеждат към декември 1941 г.
2. ↑  Наречен в чест на загасналия вулкан в северната част на остров Хоншу, префектура Гунма. Виж Апалков Ю. В. С. 95.